# 아나르코자본주의

무정부 자본주의의 상징

무정부 자본주의(無政府資本主義, 영어: Anarcho-capitalism)는 자본주의와 사적 소유권을 옹호하면서 이들에 간섭하는 중앙 정부의 필요성을 부정하는 이념이다. 이에 의하면 법은 오직 사재와 개인 사이의 계약과 관련된 정책을 조율해야 한다. 이러한 근거로부터 출발해 아나르코자본주의는 국가를 주체적 개인에 대한 구조적 대립 세력으로 인식해 이를 거부하며 무정부적 자유 방임(laissez-faire) 자본주의를 추구한다. 아나코자본주의자들은 비자발적으로 징세되는 세금으로 운영되는 정부의 서비스 독점을 자유로운 사기업 경쟁체제로의 교체를 요구한다. 그리하여 이들은 모든 부와 서비스들, 이를테면 헌법, 법률, 치안 등은 오직 자유 시장의 구조를 통해서만 제공되어야 한다고 믿는다.

## 개요
아나르코자본주의 철학은 국가가 없는 자본주의를 근본 이념으로 삼는다. 스스로 아나코자본주의라 칭하는 이들은 오스트리아 학파의 경제학자와 20세기 중반의 자유주의자 머레이 로스버드와 월터 블록 등이 있으며 이들은 오스트리아 경제 학파와 고전적 자유주의와 19세기 미국 개인주의 아나키즘을 혼합하였다. 로스버드는 자신의 철학을 자연법의 철학에 근거하지만 데이빗 프리드먼 같은 다른 이들은 실용·결과론적 접근법을 택하여 아나코자본주의는 타 선택보다 더 우월한 결과를 가져오기 때문에 채택되어야 한다고 주장한다.
이렇게 자본주의를 추구하기 때문에 아나코자본주의자들과 기존의 아나키스트들 사이에는 상당한 이견이 있다. 아나키즘은 반자본주의를 국가 체제에 반대하는 것만큼이나 아나키즘의 핵심이념으로 삼는다. 이러한 긴장 때문에 많은 아나코자본주의자들은 자신의 철학이 벤자민 터커나 라이샌더 스푸너 등의 미국 개인주의 아나키스트의 전통에서 출발한다고 주장한다.
아나키자본주의는 자유지상주의의 급진적 결론으로 생각될 수도 있다. 이들의 자유주의 뿌리는 구스타프 드 모리나리(Gustave de Molinari)에서 찾을 수 있다. 로스버드를 포함하여 아나키자본주의의 옹호자들은 몰리나리가 첫 아나키자본주의자였다고 주장한다. 그러나 로스버드는 "아마 몰리나리는 이러한 표현을 사용하지 않았을 것이며 거부감을 표시했을 것이다"라는 것을 인정한다. 그러나 몰리나리는 자유 시장과 치안의 사유화를 주장하고 이자를 반대하지 않았다. 그의 사상은 로스버드와 그의 동료들에게 많은 영향을 끼쳤다.

### 이론

#### 정치

자발적 봉사주의의 상징

아나코-자본주의 사회에서 모든 서비스들은 자유로운 계약으로 운영된다. 여기서 말하는 계약이란 개인과 개인간의 자유로운 합의관계를 의미한다. 아나코 자본주의 사회에서의 모든 서비스들은 민간기업에 의해 제공되므로, 소비자들은 이 기업과 자유롭게 계약하여 이 기업의 서비스를 받게 된다. 만약이 기업이 잘못된 서비스를 제공한다면, 소비자는 다른 경쟁관계에 있는 기업으로 이동할 것이라고 믿는다. 따라서 아나코 자본주의자들은 의심스러운 국가 공무원들의 이타심이 아닌, 개개인의 자유로운 이윤 추구 본능에 맡기어서 서비스를 하도록 하는 것이 소비자들에게 더더욱 이득을 제공해준다고 주장한다.
또한 이들의 주장은 국가는 항상 폭력적이라는 것이다. 아나코 자본주의자들은 자유지상주의 철학을 강하게 옹호하기 때문에, 개개인의 생명권, 자유권, 재산권을 침탈하는 모든 행위를 범죄행위로 간주한다. 그러나 국가는 징병제의 방법을 통해서 자유를 침탈하기도 하고, 전쟁을 일으켜서 개개인의 생명을 침탈하며, 세금의 방법으로 개개인의 재산권을 침탈하기 때문이라고 주장한다. 아나코 자본주의 사회에서는 모든 사유재산이 철저히 보호되며 그 어떠한 서비스도 자유로운 민간 기업 체제에 의거하여 운영되므로 그것이 도덕적으로도 옳다고 주장한다.
만약 아나코 자본주의 사회에서 다른 사람의 재산을 직접적이던, 채무계약을 위반하는 형태로서던 간에 침탈하거나, 죽이거나, 자유를 침해했을 경우 그 즉시 침해자와 계약된 경찰기업이나, 사법기업, 또한 피침해자와 계약된 경찰기업이나 사법기업이 이를 처벌하게 될 것이라고 보며 국가가 사법권을 독점했을 때보다 훨씬 더 효율적이고 도덕적이며 자유롭다고 주장한다.
아나코 자본주의자들은 비침해성의 공리 (NAP)를 최우선의 도덕공리로 내세운다. 비침해성의 공리란, 그 누구도 다른 사람을 침해할 수 없고, 다른 사람을 침해하지 않는 모든 행위는 자유권의 행사라고 주장하는 것이다. 아나코 자본주의자들은 자연법 공리에 따라서 사유재산을 필연적으로 본다. 그 이유는, 아나코 자본주의자들은 "그 누구도 자신의 신체를 자기 자신이 사유재산으로서 소유하며 그렇기 때문에 폭력이나 살인 행위가 재산권의 침해가 되므로 나쁜 것이다." 라고 연역한다. 또한 아나코 자본주의자들은 그 어떠한 공공재나 국유재는 합리적으로 운영될 수 없고 항상 세금 등의 방법을 통해서 다른 사람을 침해함으로써 강요되는 소비와 인프라이기에 모든 서비스와 인프라와 토지 기간산업 모든 것이 사유재로서 존재하는 것과 그 서비스의 이용은 소유권자와 자유로운 계약으로 이루어져야만 정당성이 있다는 주장이 핵심이다.
아나코 자본주의자들은 모든 악의적 독점은 정부가 행한다고 주장한다. 즉 다른 사람의 재산을 침탈하고 그 누구도 자신의 서비스에 접근하지 못하게 하고 경쟁을 차단하며 독점적으로 서비스를 행사하는 주체는 반드시 정부라고 주장한다. 따라서 아나코 자본주의자들은 시장 경제에서의 독점을 인정하지 않는다. 그것은 소비자들의 자유로운 선택을 압도적으로 받은 결과일 뿐이라고 주장하며 언제든지 그 기업이 소비자들의 불만을 산다면 다른 경쟁기업이 등장해 소비자들의 선택을 받을 여지가 충분히 존재하고 또한 세금 강탈이 아닌 자유로운 계약으로 인해 이루어진다는데 중점을 둔다. 또한 미나키즘 (최소국가론) 과의 차이점은 아나코 캐피탈리즘은 정부 자체를 악으로 규정하기 때문에 최소 국가 또한 반대한다는데에 있다.
또한 아나코 자본주의자들은 일명 "자발적 봉사주의" 라고도 불리는 주의주의를 옹호한다. 따라서 봉사는 자유시장 원리에서 자발적이고 자유롭게 이루어지고 시장 원리에 따라 서비스가 제공되어야 한다고 믿으며, 국가가 사업권을 독점하여 세금을 강탈함으로써 다른 사람에게 주는 방식은 엄연히 다른 사람의 재산권을 침해하는 중대한 범죄행위로 규정한다.

#### 경제
아나코 자본주의자들은 기본적으로 오스트리아 학파 경제학을 따른다. 오스트리아 학파 경제학은 루트비히 폰 미제스가 체계화 시키고 발전시킨 비주류 경제학파이며, 자유지상주의 경제학으로서 자유 시장 경제를 강하게 옹호하고 주류 경제학인 케인즈 학파와 달리 이자율 개념과 주관가치론을 중시하여 시장경제에 대한 그 어떠한 국가의 개입도 악이고 경제를 악화시킨다는 결론을 이끌어 낸다.

## 논쟁
미국의 철학자 제이슨 브레넌(Jason Brennan)은 이들의 관점에 분명히 공감하면서도, 이들이 주로 내세우는 철학적 전제는 실천적인 실행 측면에서 명확한 의미를 주지 못하고 있다고 주장했다.
아나키즘 내부에서는 이들의 이론이 아나키즘에 해당하는지 여부를 놓고 논란이 벌어지곤 한다. 개인주의 아나키스트들과 프루동 등의 상호주의 아나키스트들 역시 시장경제를 선호하지만, 자기가 직접 사용하고 소비하거나 공동으로 사용하는‘점유(Possession)’를 넘어서, 다른 사람을 향해 확대되는 '자본주의적 재산(Property)’ 제도에서는 권력 관계가 발생한다고 본다. 예컨대, 사장과 직원 사이에 집주인과 세입자 사이에는 소유자와 사용자 간의 차이에서 위계와 권력이 존재하며, 이는 부자유롭고 지배적인 관계를 형성한다고 주장한다.
이 모순은 단 한 가지 방법으로만 해결할 수 있는데, 바로 '주어진 공간'의 사용자도 그 공간의 소유주라는 것입니다. 즉, 아나키스트들이 선호하는 점유(또는 "점유와 사용") 시스템입니다. 그러나 로스바드는 자본주의자이며 사유재산, 비 노동 소득, 임금노동, 자본가 및 집주인을 지지합니다. 즉, 그는 소유와 사용 사이의 차이를 지지하며, 이는 이러한 "궁극적인 의사 결정권"이 해당 재산을 소유하지 않고 사용하는 사람들(즉, 세입자와 노동자)에게까지 확장된다는 것을 의미합니다. 사유재산의 국가주의적 성격은 로스바드의 말에서 명확하게 드러나는데, '무정부' 자본주의 사회에서 재산 소유자는 특정 지역에 대한 '궁극적인 의사 결정권'을 소유하며, 이는 현재 국가가 가지고 있는 권한이기도 합니다. 로스바드는 아이러니하게도 자신의 정의를 통해 "무정부" 자본주의가 무정부주의가 아님을 스스로 증명했습니다.— Iain Mckay (2008), 《An Anarchist FAQ》, section F.1

## 같이 보기
- 자본주의
- 개인주의적 아나키즘
- 무국가 사회
- 제프 버윅(영어판)

## 관련 서적
- Alan and Trombley, Stephen (Eds.) Bullock, The Norton Dictionary of Modern Thought, W. W. Norton & Company (1999), p. 30
- Outhwaite, William. The Blackwell Dictionary of Modern Social Thought, entrada: Anarchism, p. 21 & pp. 13–14, 2002
- Bottomore, Tom. Entrada: Dictionary of Marxist Thought, Anarchism, p. 21 1991.
- Blackwell Encyclopaedia of Political Thought, 1991, ISBN 978-0-631-17944-3, p. 11
- Barry, Norman. Modern Political Theory, 2000, Palgrave, p. 79
- Adams, Ian. Political Ideology Today, Manchester University Press (2002) ISBN 978-0-7190-6020-5, p. 135
- Grant, Moyra. Key Ideas in Politics, Nelson Thomas 2003 ISBN 978-0-7487-7096-0, p. 91
- Heider, Ulrike. Anarchism: Left, Right, and Green, City Lights, 1994. p. 3.
- Ostergaard, Geoffrey. Resisting the Nation State – the anarchist and pacifist tradition, Anarchism As A Tradition of Political Thought. Peace Pledge Union Publications
- Avrich, Paul. Anarchist Voices: An Oral History of Anarchism in America, Abridged Paperback Edition (1996), p. 282
- Brooks, Frank H. (ed) (1994) The Individualist Anarchists: An Anthology of Liberty (1881–1908), Transaction Publishers, Prefacio p. xi
- Sheehan, Sean. Anarchism, Reaktion Books, 2004, p. 39
- Avrich, Paul. Anarchist Voices: An Oral History of Anarchism in America, Abridged Paperback Edition (1996), p. 282
- Tormey, Simon. Anti-Capitalism, One World, 2004, pp. 118–119
- Raico, Ralph. Authentic German Liberalism of the 19th Century, École Polytechnique, Centre de Recherche en Épistémologie Appliquée, Unité associée au CNRS, 2004
- Offer, John. Herbert Spencer: Critical Assessments, Routledge (UK) (2000), p. 243
- Busky, Donald. Democratic Socialism: A Global Survey, Praeger/Greenwood (2000), p. 4
- Foldvary, Fred E. What Aren't You an Anarchist?, Progress Report, reprinted en The Free Liberal, 14 February 2006
- Heywood, Andrew. Politics: Second Edition, Palgrave (2002), p. 61
- Anarcho-capitalism. The Encyclopedia of Libertarianism p. 13, Ronald Hamowy, SAGE
- Levy, Carl. Anarchism, Microsoft Encarta Online Encyclopedia 2006.
- Mrray Rothbard. For a New Liberty: The Libertarian Manifesto (1973)

1. ↑  Brennan, Jason (December 2013). “The NAP Isn’t a Knock-Down Argument for Libertarianism. On the Contrary, It Begs the Question.”. 《Bleeding Heart Libertarians》. 2025년 1월 19일에 원본 문서에서 보존된 문서. 2025년 3월 9일에 확인함.
2. ↑  Brennan, Jason (December 2013). “The Dialectical Impotence of the Non-Aggression Principle (Redux)”. 《Bleeding Heart Libertarians》. 2025년 2월 21일에 원본 문서에서 보존된 문서. 2025년 2월 23일에 확인함.
3. ↑  Mckay, Iain (2008). “An Anarchist FAQ –  section B.4”. Edinburgh and Oakland: AK Press. 2025년 3월 25일에 원본 문서에서 보존된 문서.
4. ↑  Mckay, Iain (2008). “An Anarchist FAQ – section F.1”. Edinburgh and Oakland: AK Press. 2025년 3월 20일에 원본 문서에서 보존된 문서. Of course, it would be churlish to point out that the usual name for a political system in which the owner of a territory is also its ruler is, in fact, monarchy. Which suggests that while "anarcho"-capitalism may be called "anarcho-statism" a far better term could be "anarcho-monarchism.
5. ↑  이자, 임대료, 집주인, 고용주가 없는 방식의
6. ↑  McKay, Iain (2012). “An Anarchist FAQ – section G.1”. Edinburgh and Oakland: AK Press. 2025년 3월 29일에 원본 문서에서 보존된 문서.
7. ↑  Mckay, Iain (2008). “An Anarchist FAQ – Section F – Is "anarcho"-capitalism a type of anarchism?”. Edinburgh and Oakland: AK Press. 2025년 5월 6일에 원본 문서에서 보존된 문서. 2025년 5월 19일에 확인함.
8. ↑  Mckay, Iain (2008/2012). “An Anarchist FAQ – Appendix: Anarchism and "Anarcho"-capitalism”. Edinburgh and Oakland: AK Press.
9. ↑  원문：Now, this contradiction can be solved in only one way — the users of the "given area" are also its owners. In other words, a system of possession (or "occupancy and use") as favoured by anarchists. However, Rothbard is a capitalist and supports private property, non-labour income, wage labour, capitalists and landlords. This means that he supports a divergence between ownership and use and this means that this "ultimate decision-making power" extends to those who use, but do not own, such property (i.e. tenants and workers). The statist nature of private property is clearly indicated by Rothbard’s words — the property owner in an "anarcho"-capitalist society possesses the "ultimate decision-making power" over a given area, which is also what the state has currently. Rothbard has, ironically, proved by his own definition that "anarcho"-capitalism is not anarchist.
10. ↑  Mckay, Iain (2008). “An Anarchist FAQ - section F.1”. Edinburgh and Oakland: AK Press. 2025년 3월 20일에 원본 문서에서 보존된 문서.